# Krvni test
Krvni test je laboratorijska analiza koja se izvodi na uzorku krvi koji je obično izvađen iz vene na ruci koristeći hipodermičku iglu, ili putem uboda prsta. Višestruki testovi za specifične krvne komponente, kao što je test glukoze ili holesterola, često su grupisani u jedan testni panel koji se naziva krvni panel ili krvna analiza. Krvni testovi se često koriste u zdravstvenoj zaštiti za određivanje fizioloških i biohemijskih stanja, kao što su bolest, sadržaj minerala, efikasnost farmaceutskih lekova i funkcija organa. Tipični klinički krvni paneli uključuju osnovni metabolički panel ili kompletnu krvnu sliku. Krvni testovi se takođe koriste u testovima na drogu za otkrivanje zloupotrebe droga.

## Vađenje
Venapunkcija je korisna, jer je minimalno invazivan način za dobijanje ćelija i vanćelijske tečnosti (plazme) iz tela na analizu. Krv teče po celom telu, delujući kao medijum koji opskrbljuje tkiva kiseonikom i hranjivim materijama i odvodi otpadne proizvode nazad u sisteme izlučivanja. Konsekventno, stanje krvotoka utiče ili je pod uticajem, mnogih medicinskih stanja. Iz tih razloga su krvni testovi najčešće izvođeni medicinski testovi.
Ako je potrebno samo nekoliko kapi krvi, umesto venipunkture radi se ubod prsta.. Arterijski, centralno venski i periferno venski sudovi takođe se mogu koristiti i za uzimanje krvi.
Flebotomisti, laboratorijski praktikanti i medicinske sestre zaduženi su za vađenje krvi iz pacijenta. Međutim, u posebnim okolnostima i vanrednim situacijama, medicinski radnici i lekari vade krv. Takođe, respiratorni terapeuti se obučavaju za vađenje arterijske krvi kako bi se pregledali gasovi arterijske krvi.

## Tipovi testova

### Biohemijska analiza
Osnovni metabolički panel meri natrijum, kalijum, hlorid, bikarbonat, azot uree u krvi (BUN), magnezijum, kreatinin, glukozu, a ponekad i kalcijum. Testovi koji se fokusiraju na nivo holesterola mogu odrediti LDL i HDL nivoe, kao i nivo triglicerida.
Neki testovi, poput onih koji mere glukozu ili lipidni profil, zahtevaju pošćenje (ili ne konzumiranje hrane) osam do dvanaest sati pre uzimanja uzorka krvi.
Za većinu testova, krv se obično dobija iz pacijentove vene. Ostala specijalizovana ispitivanja, kao što je test gasa arterijske krvi, zahtevaju izvlačenje krvi iz arterije. Analiza gasa arterijske krvi koristi se prvenstveno za praćenje nivoa ugljen dioksida i kiseonika u kontekstu plućne funkcije, ali se takođe koristi za merenje  vrednosti krvi i bikarbonatnih nivoa u određenim metaboličkim uslovima.
Dok se regularni test glukoze uzima u određeno vreme, test tolerancije na glukozu uključuje ponovljena ispitivanja kako bi se utvrdila brzina kojom telo obrađuje glukozu.

#### Normalni opsezi
Rezultate krvnih analiza uvek treba tumačiti korišćenjem raspona koji je obezbedila laboratorija koja je izvršila test. Primeri prikazani su u nastavku.
| Test               | Low | High | Unit | Comments                              |
| ------------------ | --- | ---- | ---- | ------------------------------------- |
| Natrijum (Na)      | 134 | 145  |      |                                       |
| Kalijum (K)        | 3,5 | 5,0  |      |                                       |
| Urea               | 2,5 | 6,4  |      | Azot uree u krvi                      |
| Urea               | 15  | 40   |      |                                       |
| Kreatin - muškarac | 62  | 115  |      |                                       |
| Kreatin - žena     | 53  | 97   |      |                                       |
| Kreatin - male     | 0,7 | 1,3  |      |                                       |
| Kreatin - muškarac | 0,6 | 1,2  |      |                                       |
| Glukoza (pošćenje) | 3,9 | 5,8  |      | pogledajte i glikozilirani hemoglobin |
| Glukoza (pošćenje) | 70  | 120  |      |                                       |

## Buduće alternative

### Testovi pljuvačke
U 2008. godini, naučnici su najavili da bi isplativije testiranje pljuvačke eventualno moglo da zameni neke krvne testove, pošto pljuvačka sadrži 20% proteina koji se nalaze u krvi. Ispitivanje pljuvačke ne bi bilo podobno za sve markere. Na primer, nivo lipida se ne može meriti analizom pljuvačke.

### Mikroemulzija
U februaru 2011. godine, kanadski istraživači iz Šuličove škole inženjerstva sa Univerziteta u Kalgariju su najavili mikročip za analize krvi. Ovaj prustup koristi mikroemulziju, kapljice krvi zarobljene u sloju druge supstance, pri čemu se može kontrolisati tačna veličina i razmak kapljica. Novi test bi mogao da poboljša efikasnost, tačnost i brzinu laboratorijskih testova, i da ih istovremeno jeftinije obavlja.

### SIMBAS
Marta 2011, tim istraživača sa UC Berkli, DCU i Univerziteta Valparaiso je razvio laboratoriju na čipu koja može da dijagnozira bolesti u roku od 10 minuta bez upotrebe spoljnih cevi i dodatnih komponenti. To se naziva Samopogonski integrisani mikrofluidni sistem za analizu krvi (engl. Self-powered Integrated Microfluidic Blood Analysis System - SIMBAS). On koristi sićušne rovove da odvoji krvne ćelije od plazme (99 procenata krvnih ćelija je zarobljeno tokom eksperimenata). Istraživači su koristili plastične komponente da bi smanjili troškove proizvodnje.

## Literatura
- Loukopoulos P, Thornton JR, Robinson WF (maj 2003). „Clinical and pathologic relevance of p53 index in canine osseous tumors”. Vet. Pathol. 40 (3): 237—48. PMID 12724563. doi:10.1354/vp.40-3-237 .
- Loukopoulos P, Mungall BA, Straw RC, Thornton JR, Robinson WF (jul 2003). „Matrix metalloproteinase-2 and -9 involvement in canine tumors”. Vet. Pathol. 40 (4): 382—94. PMID 12824510. doi:10.1354/vp.40-4-382.
- Tevak, Z; Kondratovich, M.; Mansfield E (2010). „US FDA and Personalized Medicine: In vitro Diagnostic Regulatory Perspective”. Personalized Medicine. 7 (5): 517—530. PMID 29776248. doi:10.2217/pme.10.53. Приступљено 1. 5. 2011.
- Waaler, E. (maj 2007). „On the occurrence of a factor in human serum activating the specific agglutintion of sheep blood corpuscles. 1939”. APMIS. 115 (5): 422—38; discussion 439. PMID 17504400. doi:10.1111/j.1600-0463.2007.apm_682a.x.
- Rose HM, Ragan C (maj 1948). „Differential agglutination of normal and sensitized sheep erythrocytes by sera of patients with rheumatoid arthritis”. Proc. Soc. Exp. Biol. Med. 68 (1): 1—6. PMID 18863659. doi:10.3181/00379727-68-16375.
- Bang H, Egerer K, Gauliard A, Lüthke K, Rudolph PE, Fredenhagen G,  . (2007). „Mutation and citrullination modifies vimentin to a novel autoantigen for rheumatoid arthritis”. Arthritis Rheum. 56 (8): 2503—11. PMID 17665451. doi:10.1002/art.22817.
- Szodoray P, Szabó Z, Kapitány A,  . (januar 2010). „Anti-citrullinated protein/peptide autoantibodies in association with genetic and environmental factors as indicators of disease outcome in rheumatoid arthritis”. Autoimmun Rev. 9 (3): 140—3. PMID 19427413. doi:10.1016/j.autrev.2009.04.006. hdl:2437/89144 .
- Mathsson L, Mullazehi M, Wick MC,  . (januar 2008). „Antibodies against citrullinated vimentin in rheumatoid arthritis: higher sensitivity and extended prognostic value concerning future radiographic progression as compared with antibodies against cyclic citrullinated peptides”. Arthritis Rheum. 58 (1): 36—45. PMID 18163519. doi:10.1002/art.23188.
- Nicaise Roland P, Grootenboer Mignot S, Bruns A,  . (2008). „Antibodies to mutated citrullinated vimentin for diagnosing rheumatoid arthritis in anti-CCP-negative patients and for monitoring infliximab therapy”. Arthritis Research & Therapy. 10 (6): R142. PMC 2656247 . PMID 19077182. doi:10.1186/ar2570 .
- Häupl T, Stuhlmüller B, Grützkau A, Radbruch A, Burmester GR (januar 2010). „Does gene expression analysis inform us in rheumatoid arthritis?”. Ann Rheum Dis. 69 (Suppl 1): i37—42. PMID 19995742. doi:10.1136/ard.2009.119487.
- Craig-Schapiro R, Fagan AM, Holtzman DM (avgust 2009). „Biomarkers of Alzheimer's disease”. Neurobiol. Dis. 35 (2): 128—40. PMC 2747727 . PMID 19010417. doi:10.1016/j.nbd.2008.10.003.
- Egerer K, Feist E, Burmester GR (mart 2009). „The serological diagnosis of rheumatoid arthritis: antibodies to citrullinated antigens”. Dtsch Arztebl Int. 106 (10): 159—63. PMC 2695367 . PMID 19578391. doi:10.3238/arztebl.2009.0159.
- Firestein, Gary (2006). „A biomarker by any other name...”. Nature Clinical Practice Rheumatology. 2 (635): 635. PMID 17133243. doi:10.1038/ncprheum0347 .
- Xue S, Qiao J, Pu F, Cameron M, Yang JJ (januar 2013). „Design of a novel class of protein-based magnetic resonance imaging contrast agents for the molecular imaging of cancer biomarkers”. Wiley Interdiscip Rev Nanomed Nanobiotechnol. 5 (2): 163—79. PMC 4011496 . PMID 23335551. doi:10.1002/wnan.1205.

## Spoljašnje veze
- „Biomarker Technology Platforms for Cancer Diagnoses and Therapies”. TriMark Publications, LLC. jul 2014. Архивирано из оригинала 05. 07. 2020. г. Приступљено 05. 07. 2020.
- „Appendix B: Some Common Abbreviations”. MedlinePlus. U.S. National Library of Medicine. Приступљено 16. 4. 2016.
- „Understanding Blood Tests Online”. Lab Tests Portal. Архивирано из оригинала 9. 4. 2016. г. Приступљено 16. 4. 2016.